# Hiroko Minagawa
Hiroko Minagawa (皆川博子, Minagawa Hiroko) née selon les sources le 8 décembre 1929 ou le 2 janvier 1930 à Séoul, est une romancière japonaise, auteur d'une œuvre abondante dans les genres fantasy, fantastique, mystère, romans d'horreur et de fiction historique. Elle a aussi écrit pour le cinéma, la télévision et le théâtre.

## Biographie
Née à Séoul dans une famille dont le père est tout d'abord professeur-assistant en médecine avant de devenir médecin. Trois mois après sa naissance, elle retourne à Tokyo avec sa famille. Enfant, elle est passionnée par les contes de fée et préfère la lecture et l'écriture aux jeux avec les autres enfants. Elle effectue son cursus scolaire à l'école de filles de Daisan jusqu'en 1945, puis étudie l'anglais pendant deux ans à la Tokyo Woman's Christian University.
Son premier roman La Mer et le Crucifix (海と十字架, Umi to jūjika) paru en 1972, à l'époque de son mariage, est un conte pour enfants. L'année suivante, sa nouvelle L'Été en Arcadie (アルカディアの夏, Arcadia no natsu) remporte le prix Shosetsu.

## Distinctions
Titulaire de nombreux prix, elle est élue en 2015 personne de mérite culturel. En 2024, alors qu'elle est âgée de 94 ans, son roman Rose des Vents (風配図　WIND ROSE, Fuuhaizu WIND ROSE) remporte le prix Murasaki-Shikibu.